# فمبيري
أرمينيـوس فمبيري (بالمجرية: Vámbéry Ármin) (1832 - 1913 م) هو رحالة ومستشرق مجري ، عني باللغات التركية.

## آثاره

### كتبه
- «دراسات لغوية عن لغة شغتاي»، وفيه نشر بعضاً من المخطوطات التي اشتراها من أسواق خيوه وبخارى ومشهد، وزوده بمعجم تركي شرقي ومرادفاته بالفرنسية، والألمانية.
- «آثار لغوية أويغورية»، كتاب عن لغة الأوريغور، كتبه على أساس مخطوط موجود في المكتبة الإمبراطورية في فيينة.
- «تاريخ بخارى وبلاد ما وراء النهر».
- «أصل أهل المجر».

### أبحاث
- «محاولة في وضع معجم اشتقاقي في اللهجات التركية التترية».
- «الثقافية الأولية» للشعب التركي التتري».